# لوژه (ناحیه خرودیم)
لوژه (به چکی: Luže) یک منطقهٔ مسکونی در جمهوری چک است که در ناحیه خرودیم واقع شده‌است. لوژه ۲٬۵۲۷ نفر جمعیت دارد.